# Cyprinodontoidei
Cyprinodontoidei – podrząd ryb karpieńcokształtnych. Występują w wodach słodkich i słonawych Ameryki, Europy i Afryki.

## Klasyfikacja
Rodziny zaliczane do tego podrzędu:
- Anablepidae
- Cyprinodontidae
- Fundulidae
- Goodeidae
- Poeciliidae
- Profundulidae
- Valenciidae